# Kościół św. Michała w Ołomuńcu
Kościół św. Michała w Ołomuńcu – jednonawowy, barokowy obiekt sakralny znajdujący się w Ołomuńcu, w Czechach. 
Pierwotnie w miejscu, gdzie obecnie znajduje się kościół św. Michała był gotycki kościół przy klasztorze dominikanów. Liczne pożary oraz wyniszczająca wojna trzydziestoletnia spowodowały znaczne zniszczenia świątyni. Wymusiło to konieczność przebudowy, która odbyła się w latach 1673–1699. Kościół został praktycznie całkowicie przebudowany. Z poprzedniej świątyni pozostawiono jedynie dzwonnicę (obecnie udostępniona turystom) oraz połowę sklepienia zakrystii. Autorzy projektu przebudowy, Giovanni Pietro Tencalla, a następnie Domenico Martinelli nadali budowli wybitnie barokowy charakter z bardzo bogato zdobionym wnętrzem. Nowy kościół został uwieńczony trzema kopułami, z których największa mierzy 35 m, przez co stał się pierwszą morawską kopulastą budowlą.

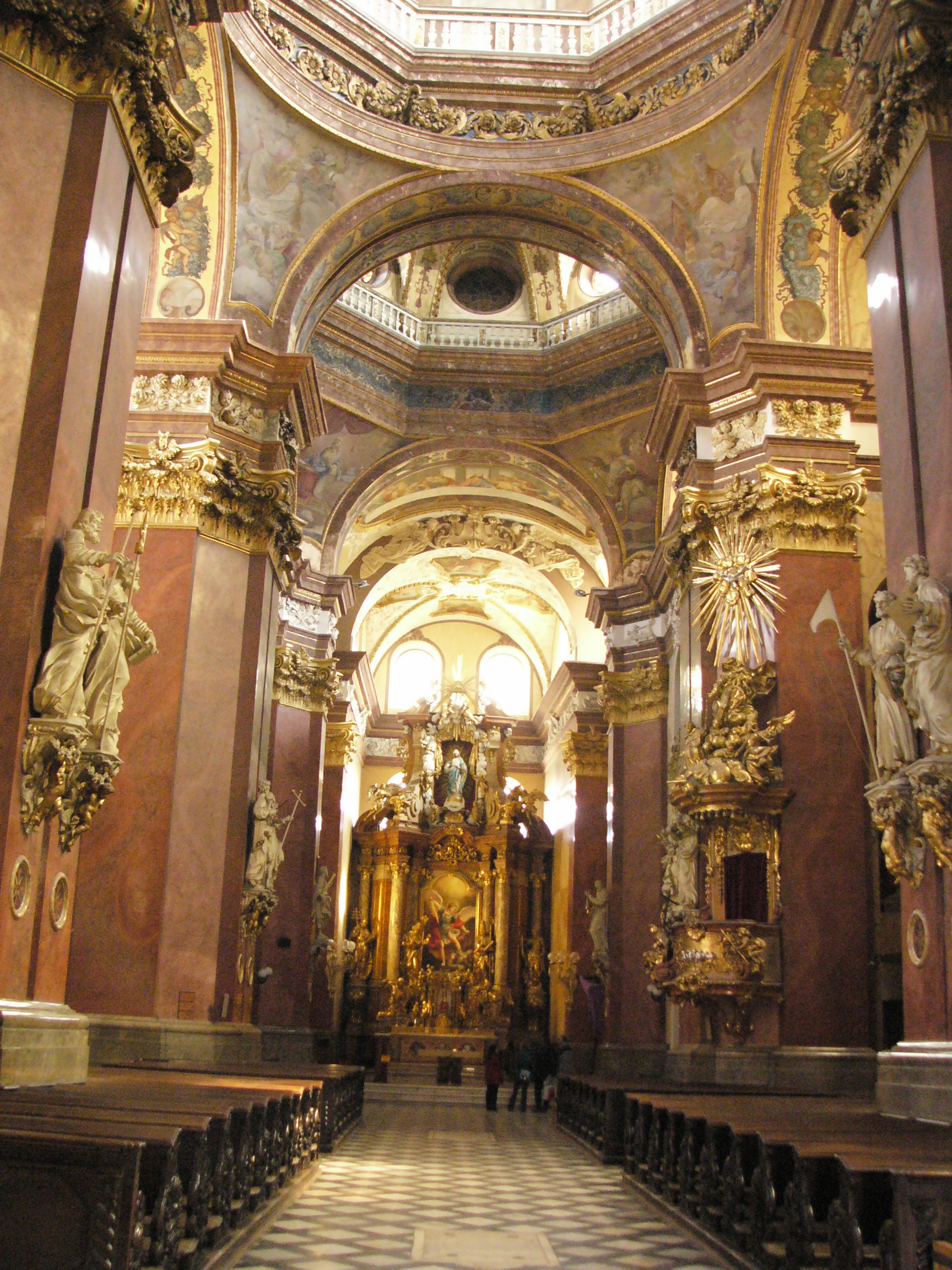
Wnętrze kościoła św. Michała